# Chromogobius zebratus
Il ghiozzo rigato (Chromogobius zebratus) è un pesce di mare appartenente alla famiglia Gobiidae.

## Distribuzione e habitat
Endemico del mar Mediterraneo. Vive rintanato tra sassi e scogli nei primi metri d'acqua, spesso anche nelle pozze di marea della zona sopralitorale.

## Descrizione
Questo Genere di Gobiidae presenta una sagoma molto schiacciata, soprattutto per quanto riguarda il capo ed un aspetto "longilineo" assolutamente inconfondibili con altre specie mediterranee e, casomai, più simile ad alcuni ghiozzi del mar Rosso. La livrea è fondamentalmente grigiastra o bruna con strisce verticali sui fianchi e, spesso, una "maschera" più chiara tra muso ed occhi. Le pinne sono bordate di chiaro. Si distingue dal congenere Chromogobius quadrivittatus per i seguenti particolari:
- disegni reticolati sulle guance con 2 sole linee a raggiera sotto l'occhio
- zona chiara, abbastanza poco estesa, a lato della pinna pettorale. L'ascella della pinna porta una linea nera.

Misura al massimo 6 cm.

## Biologia
Sospettosissimo, vive sempre rintanato ed è estremamente difficile da vedere.

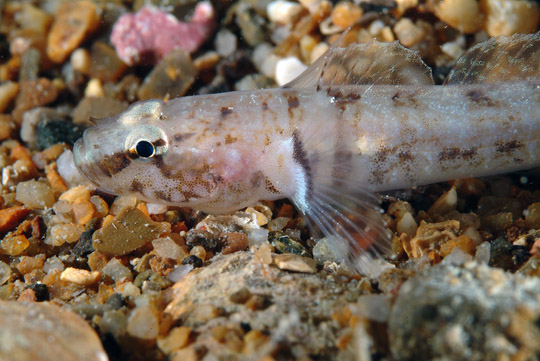
Particolare della testa